# Acrochordum tarnowanum
Acrochordum tarnowanum är en mångfotingart som beskrevs av Pius Strasser 1942. Acrochordum tarnowanum ingår i släktet Acrochordum och familjen Trachygonidae. Inga underarter finns listade i Catalogue of Life.